# 音楽療法
音楽療法（おんがくりょうほう、英語: Music therapy）は、音楽を聞いたり演奏したりする際の生理的・心理的・社会的な効果を応用して、心身の健康の回復、向上をはかる事を目的とする健康法、代替医療あるいは補完医療（いずれも「現代西洋医学領域において、科学的未検証および臨床未応用の医学・医療体系の総称」と定義され、現代的な意味での医療とは区別される）である。歌唱や演奏を行う能動的音楽療法と音楽を聴くなどの受動的音楽療法の2つに分かれる。
バリー・キャシレスは、『代替医療ガイドブック』において「音楽療法は立証済みの補完療法であり、多くの病状や問題に効果を上げている。治癒力はなく、いくつかの補完療法のように、重大疾患の治療法として勧められることもない。しかし、優れた補完医療法の例にもれず、幸福感や生活の質を高め、症状を軽減し、初期治療やリハビリテーションの効果を高めてくれる」と述べている。

## 音楽療法の歴史

### 創成期
宗教（原始宗教、自然崇拝など）の誕生と同時に音楽は生まれ、儀式や呪術に用いられた。これにより人びとの精神を鼓舞したり一種のトランス状態（憑依）を引き起こしたりする。
ユダヤ、キリスト教の賛歌などにおいても音楽は用いられ、これも信仰を深め、精神的な豊かさを深耕することにより現代にも引き継がれている。
治療効果も古くから知られた。ダビデはサウルのうつ病を竪琴で治したとされる（旧約聖書『サムエル記』上16.14–23）。サウル王が「悪い霊」におびえたため、家来たちはサウル王に言った。「ねがはくはわれらの主汝のまへにつかふる臣僕に命じて善く琴を鼓く者一人を求めしめよ神よりきたれる惡鬼汝に臨む時彼手をもて琴を鼓て汝いゆることをえん（第一サムエル16:16）」この家来らの進言によりサウル王はダビデを呼んだ。こうしてダビデはサウルに仕え、竪琴を弾いた。「神より出たる惡鬼サウルに臨めるときダビデ琴を執り手をもてこれを弾にサウル慰さみて愈え惡鬼かれをはなる（第一サムエル16:23）」（文語訳聖書）。またローマ帝国期の著述家・文法家であるアテナイオスは『食卓の賢人たち』において、アキレウスが竪琴で心を静めたという『イーリアス』の記述（第9歌）などを引き合いに出し、音楽が性格を養って感情の乱れや意見の対立を和らげる、と記している。

### 発展期
第二次世界大戦により大量の傷病兵を出した米国は野戦病院において音楽を流し、ないし演奏してみたところ兵士の治癒が早まった。その後米国を中心として音楽による治療効果が立証される（ディーサンズ (Diserens) ら）。

### 現在
各地で高齢者ケア、引きこもり児童のケアなどの現場で活発に活動が展開されており、岐阜県音楽療法研究所を嚆矢として自治体、大学でそのための研修、研究機関を設けるところも出てきた。公的機関の認定として奈良市・岐阜県・兵庫県が独自の市及び県認定音楽療法士という資格を出している。現在の主流は日本音楽療法学会認定の音楽療法士（Music Therapist）という資格である。
同会では、脳卒中患者の運動障害だけでなく、感覚障害に対し、和太鼓を利用したリハビリによって、感覚受容器(マイスナー小体、パチニ小体)の回復が認められたとの報告もされている。

## 対象
高齢者、発達障害者、身体障害者、不登校児、幼児、薬物乱用者、高次脳機能障害者。